# Villa Riva
Villa Riva es un municipio de la República Dominicana, que está situado en la Provincia de Duarte.

## Localización
Se encuentra a orillas del río Yuna.

## Etimología
Su nombre honra a Gregorio Riva quien promovió la construcción del ferrocarril, ya desaparecido, Sánchez-La Vega.

## Límites
Municipios limítrofes:
|                                           | Norte: El Factor y Arenoso           |              |
| Oeste: Castillo y Eugenio María de Hostos |                                      | Este: Samaná |
|                                           | Sur: Cevicos y Sabana Grande de Boyá |              |

## Distritos municipales
Está formado por los distritos municipales de:
| Nombre                  | Código   |
| ----------------------- | -------- |
| Villa Riva              | 03060501 |
| Agua Santa del Yuna     | 03060502 |
| Cristo Rey de Guaraguao | 03060503 |
| Las Taranas             | 03060504 |
| Barraquito              | 03060505 |